# Microcodon clavus
Microcodon clavus är en hjuldjursart som beskrevs av Ehrenberg 1830. Microcodon clavus ingår i släktet Microcodon och familjen Microcodidae. Arten är reproducerande i Sverige. Inga underarter finns listade i Catalogue of Life.